# Kolpingwerk

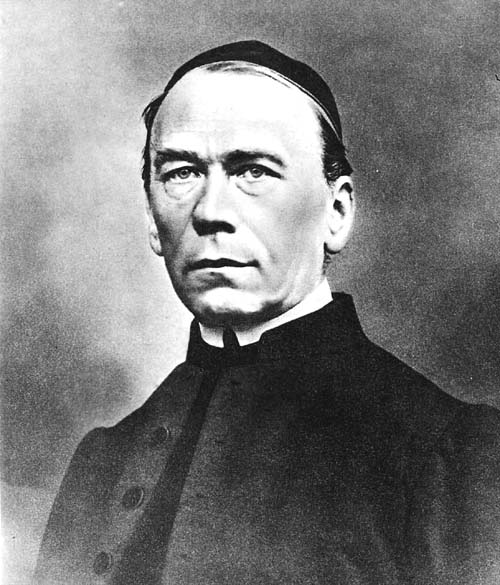
Adolph Kolping, Begründer des Kolpingwerkes

Logo des Kolpingwerkes Deutschland

Das Kolpingwerk ist ein katholischer Sozialverband mit Sitz in Köln. 
Das Kolpingwerk Deutschland ist der größte Nationalverband von Kolping International. Das Kolpingwerk Deutschland ist in der Rechtsform eines nicht-eingetragenen Vereins organisiert (n. e. V; siehe Altrechtlicher Verein). Die Basis des Verbandes bilden die Kolpingsfamilien. 1850 schlossen sich auf Anregung Adolph Kolpings drei dieser Kolpingsfamilien zum „Rheinischen Gesellenbund“ zusammen, dem Vorläufer des heutigen Verbandes, der 1935 in „Kolpingwerk“ umbenannt wurde. Heute sind mehrere Einrichtungen unter dem Namen „Kolping“ tätig.
Das Kolpingwerk Deutschland versammelt ca. 205.000 Mitglieder (Stand 2023). 25.000 ehrenamtliche Vorstandsmitglieder sind in rund 2.200 Kolpingsfamilien tätig. In der Bundesrepublik Deutschland gibt es 230 Kolpinghäuser (Stand: 2018), 200 Einrichtungen der Kolping-Bildungswerke und mehr als 810 öffentliche Straßen und Plätze mit Namen „Adolph Kolping“.
Das Kolpingwerk zählt zu den großen Sozialwerken der Katholischen Kirche. Es ist in mehr als 60 Ländern der Erde vertreten und umfasst nach eigenen Angaben ca. 400.000 Mitglieder.

## Aufbau
Kolping International ist in mehr als 60 Ländern der Erde vertreten und hat mehr als 400.000 Mitglieder. Diese sind in mehr als 9.000 „Kolpingsfamilien“ weltweit organisiert.
Ferner gibt es:
- Kolping Europa, in dem 18 Nationalverbänden zusammengeschlossen sind[8]
- Kolpingwerk Deutschland, Sitz in Köln, Bundesverband mit 205.000 Mitgliedern[6]
- 27 Diözesanverbände in Deutschland[9]
- 2.200 Kolpingsfamilien in Deutschland[6]

## Geschichte

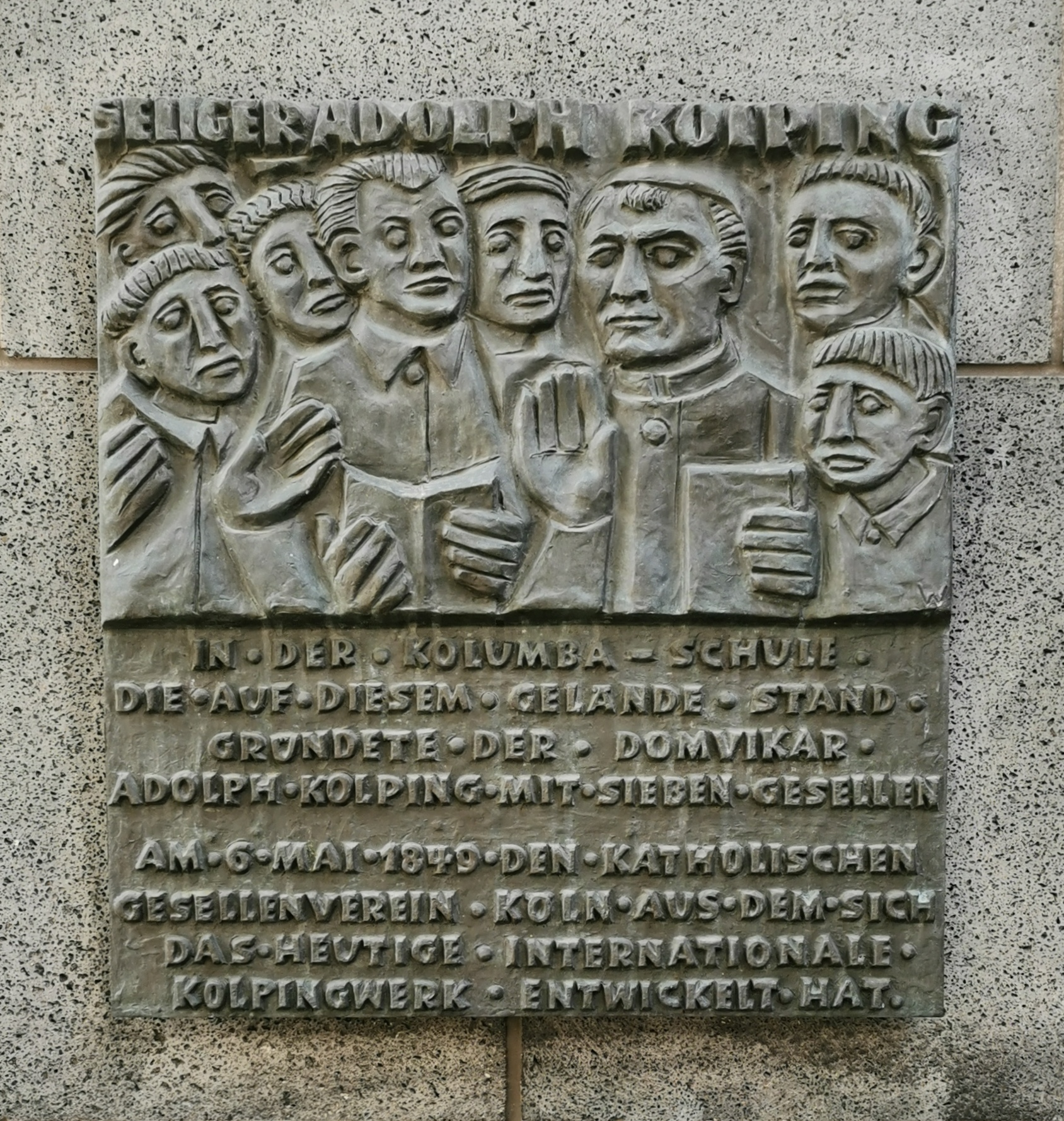
Kolpingwerk-Gedenktafel an der ehemaligen Kolumba-Schule in Köln

Das Kolpingwerk begann als katholische Gemeinschaft für wandernde Handwerksgesellen. 1847 wurde Kolping zweiter Präses des 1846 von Johann Gregor Breuer gegründeten katholischen Gesellenvereins, 20 Jahre später waren es bereits über 200 Gesellenvereine, die auf Kolping zurückgehen. Bald wurden eigene Spar- und Krankenkassen gebildet und Gesellenheime gebaut. 1864 bezeichnete Bischof Wilhelm Emmanuel von Ketteler (Mainz) die Gesellenvereine als „einen katholischen Beitrag zur Lösung der Arbeiterfrage“. Als den sozialen Wirkungsfaktor dieser Vereine stellte er das „genossenschaftliche Prinzip“, getragen vom „Geiste des Christentums“ heraus. 1871 war die Bezeichnung „Kolpingsfamilie“ erstmals in einer kirchlichen Ansprache zu hören. Es entstand ein ganz Deutschland umspannendes Netzwerk.
In der Weimarer Republik öffneten sich auch politische Möglichkeiten für den demokratisch organisierten Verein, 1922 wurde der erste Gesellentag in Köln abgehalten. Als Reaktion auf den Erfolg in Deutschland bildeten sich in ganz Europa und auch auf anderen Kontinenten weitere Nationalverbände. In der Zeit des Nationalsozialismus wurde das Kolpingwerk in seiner Tätigkeit eingeschränkt, aber nicht verboten. Das NS-Regime behinderte zahlreiche Gesellenvereine und einzelne Mitglieder. Um der Gleichschaltung und einem Vereinsverbot zu entgehen, änderten die Katholischen Gesellenvereine 1935 ihre Bezeichnung in „Kolpingsfamilien“.
Nach dem Zweiten Weltkrieg konnte die Kolpingarbeit in den drei westlichen Besatzungszonen fortgesetzt werden. In der Sowjetzone, der späteren DDR, durfte die Kolpingarbeit nur im engen kirchlichen Bereich fortgeführt werden. Das SED-Regime verbot die einzelnen Kolpingsfamilien zwar nicht, behinderte aber ihre Arbeit und bespitzelte und benachteiligte ihre Mitglieder (siehe auch katholische Kirche in der DDR).
Seit Ende der 1960er Jahre konnten auch Frauen und Mädchen Mitglied von Kolpingsfamilien werden.
Mit den ersten Gesellenvereinen und deren Fortbildungsmöglichkeiten und Freizeitgestaltung war in Deutschland die Keimzelle der katholischen Sozialbewegung entstanden, deren Wirkung sich auch im säkularen Raum der Sozialpädagogik bis in die zweite Hälfte des 20. Jahrhunderts fortsetzte.

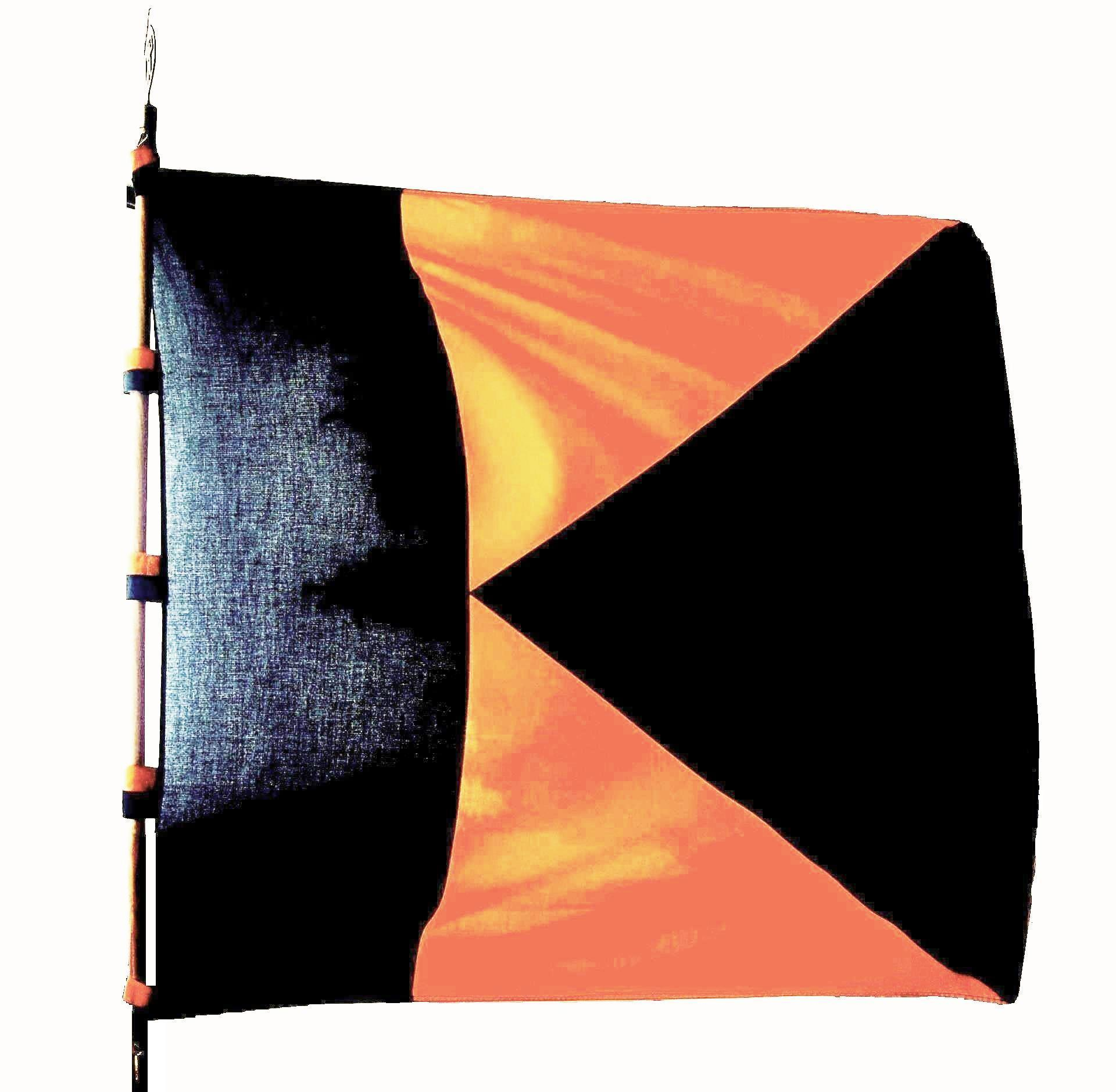
Kolpingbanner
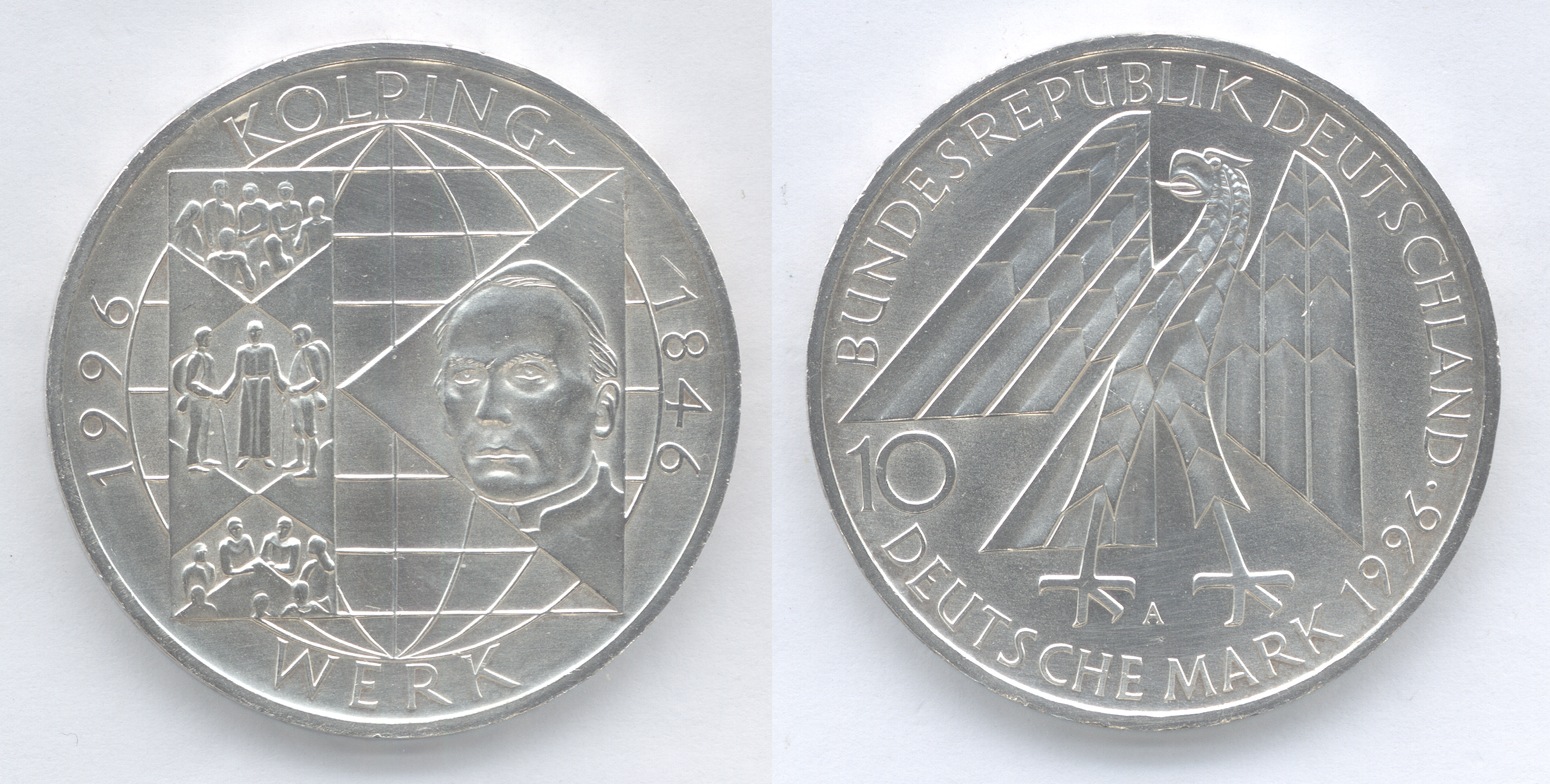
10-D-Mark-Gedenkmünze zum 150-jährigen Jubiläum
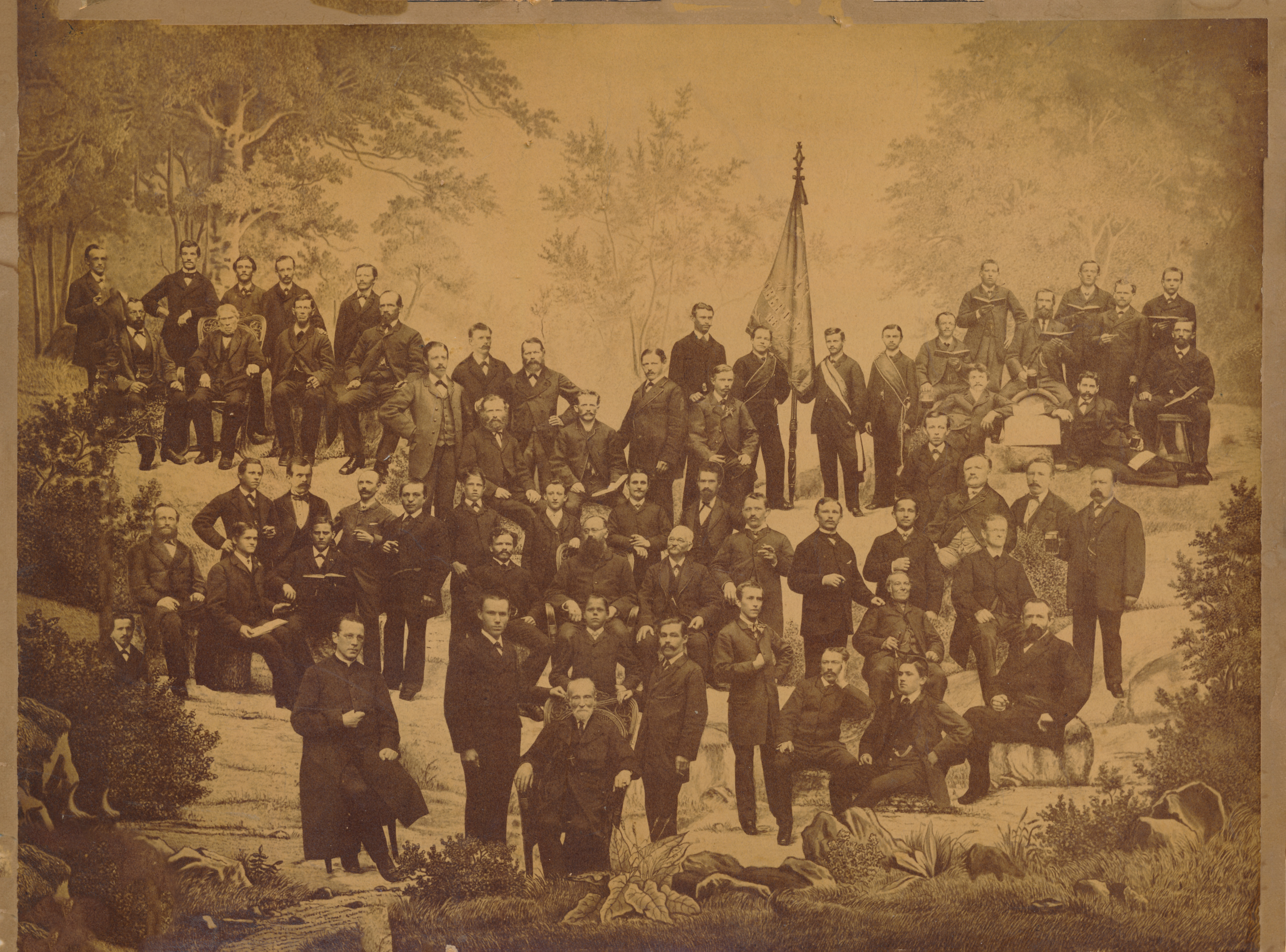
Gesellenverein Oberursel 1881 mit Präses Pfarrer Wilhelm Tripp (vordere Reihe links).

## Gegenwart
Heute engagieren sich das Kolpingwerk und die örtlichen Kolpingsfamilien unter anderem in der Jugend- und Erwachsenenbildung, für humanitäre Projekte im globalen Süden (Kolping International) und in der katholischen Jugend- und Seniorenarbeit. Die Kolpingjugend wird von allen Mitgliedern bis 30 Jahre gebildet und hat in Deutschland rund 34.000 Mitglieder.
Von 1986 bis 2004 war Heinz Schemken Vorsitzender des Kolpingwerkes Deutschland, von 2004 bis 2018 Thomas Dörflinger, seit 2018 ist es Ursula Groden-Kranich. Im November 2021 wurde Hans-Joachim Wahl zum Bundespräses des Kolpingwerkes Deutschland gewählt. Sein Vorgänger Josef Holtkotte ist seit dem 26. September 2021 Weihbischof in Paderborn. Bundespräses des Kolpingwerkes Österreich ist seit 2007 Gerald Gump, Nationalpräses des Schweizer Kolpingwerkes ist seit 2010 Jean-Marc Chanton. Generalpräses von Kolping International ist seit November 2021 Christoph Huber. Der Generalpräses ist zugleich Nachfolger in der Position des Verbandsgründers Adolph Kolping. Er ist Vorsitzender des Sozial- und Entwicklungshilfe des Kolpingwerkes e. V. (SEK), der Fachorganisation für Entwicklungszusammenarbeit von Kolping International und Präses der ältesten bestehenden Kolpingsfamilie Köln-Zentral. Generalsekretär von Kolping International ist seit September 2012 Markus Demele.
Der Kolpinggruß lautet „Treu Kolping“ mit der Antwort „Kolping treu“. Zum Abschluss der Versammlungen wird gemeinsam das Kolping-Grablied gesungen. Dessen Originaltext dichtete Otto Josef Lohmann in seiner Zeit als Präses in Barmen.

## Kolpinghäuser, Kolping-Bildungswerke und weitere Einrichtungen

### Kolping Jugendwohnen gGmbH
Die Kolping-Jugendwohnen gGmbH unterhält 23 Jugendwohnheime (Stand 2018). Sie bietet Jugendlichen, die einen Ausbildungsplatz fern der Heimat annehmen möchten, die Möglichkeit der Unterkunft, Verpflegung und sozialpädagogischen Begleitung. Das Kolping-Jugendwohnen vermittelt hierbei Aspekte des Lebens in Gemeinschaft, was angesichts zunehmender Individualisierung und wachsender Mobilität auf Grunde des demografischen Wandels ein immer wichtiger werdender Baustein im Bereich der sozialen Kompetenzvermittlung sein wird.
Durch die gleichzeitige Erbringung von Unterkunft, Verpflegung und sozialpädagogischer Begleitung  ergeben sich für das Jugendwohnen bzw. die unterschiedlich akzentuierten Bedarfslagen der jungen Menschen entsprechend Zugänge aus verschiedenen Sozialleistungsgesetzen (SGB II, III, VIII, IX, XII, BAföG). Damit verbunden sind unterschiedliche Zielsetzungen und fachliche Anforderungen an die zu erbringende Leistung. Eine zentrale Stellung kommt hierbei der Kinder- und Jugendhilfe zu, die nicht nur zur Verwirklichung des Rechts aller jungen Menschen auf die Förderung ihrer Entwicklung zu einer eigenverantwortlichen und gemeinschaftsfähigen Persönlichkeit beitragen, sondern auch junge Menschen vor Gefahren für ihr Wohl schützen soll (§ 1 Abs. 3, Nr. 1 und 3 SGB VIII). Entsprechend ist es ihre Aufgabe, über Betriebserlaubnisverfahren nach § 45 SGB VIII sowie Leistungs-, Entgelt- und Qualitätsentwicklungsvereinbarungen nach §§ 78a ff SGB VIII – insbesondere auch für Minderjährige – eine entsprechende Ausstattung von Einrichtungen des Jugendwohnens zu gewährleisten.
Die Kolping Jugendwohnen gGmbH gründet auf dem Leitbild von Adolph Kolping und arbeitet auf der Grundlage von Standards, die sich aus den Leitlinien der Kolpinghäuser im Verband der Kolpinghäuser sowie aus den 13 Qualitätsversprechen der Jugendwohnheime in Deutschland ergeben, die sich im Rahmen der Initiative Auswärts Zuhause zusammengeschlossen haben.
Die Kolping Jugendwohnen gGmbH wurde im Jahre 2009 in Köln gegründet. Ziel ist es, das Jugendwohnen bei Kolping inhaltlich und strukturell professionell in die Zukunft zu führen. Dabei geht es darum, den Trägern von Kolping Jugendwohnheimen bundesweit das Angebot zu machen, dass die Kolping Jugendwohnen gGmbH den Betrieb dieses Jugendwohnheims übernimmt, sodass die Verwaltung des Vermögens (hier: Immobilie Kolpinghaus) und der Betrieb (hier Jugendwohnen im Kolpinghaus) voneinander getrennt werden. Unternehmerisches Ziel der Kolping Jugendwohnen gGmbH ist es, als bundesweiter Akteur und Betreiber von Kolping-Jugendwohnheimen, diese zukunftsfest zu machen, Synergien zu schaffen und damit das Jugendwohnen bei Kolping langfristig und nachhaltig zu sichern.

### Jugendgemeinschaftsdienste
Aus der internationalen Arbeit wurden die Kolping Jugendgemeinschaftsdienste 1953 gegründet. Kern ist die ursprüngliche Aktion „Versöhnung über den Gräbern“, die mit dem Ziel der Wiederannäherung deutscher und französischer Jugendlicher in der Nachkriegszeit begann. Die Idee der Völkerverständigung hat durch Begegnung und gemeinsame Arbeit an gemeinnützigen Projekten eine Ausweitung erfahren. Heute bezieht sich dieser Gedanke der Völkerverständigung auf alle Völker, Nationen, Religionen und Kulturen und ist extra breit auf der Grundlage der Aktivitäten des Internationalen Kolpingwerkes angelegt.
Beim Kontakt mit anderen Kulturen und Gesellschaftsordnungen sollen Toleranz und Verständnis gestärkt werden. Begegnung und Austausch sollen auf dem Prinzip der Gegenseitigkeit beruhen.
Als Teil eines katholischen Sozialverbandes sehen die JGD es auch als ihren Auftrag, durch internationale Verständigung zur Konkretisierung christlicher Anliegen beizutragen und ihre Arbeit im Sinne der Programme des Kolpingwerkes Deutschland und des Internationalen Kolpingwerkes zu gestalten.

### Kolping-Familienferienstätten

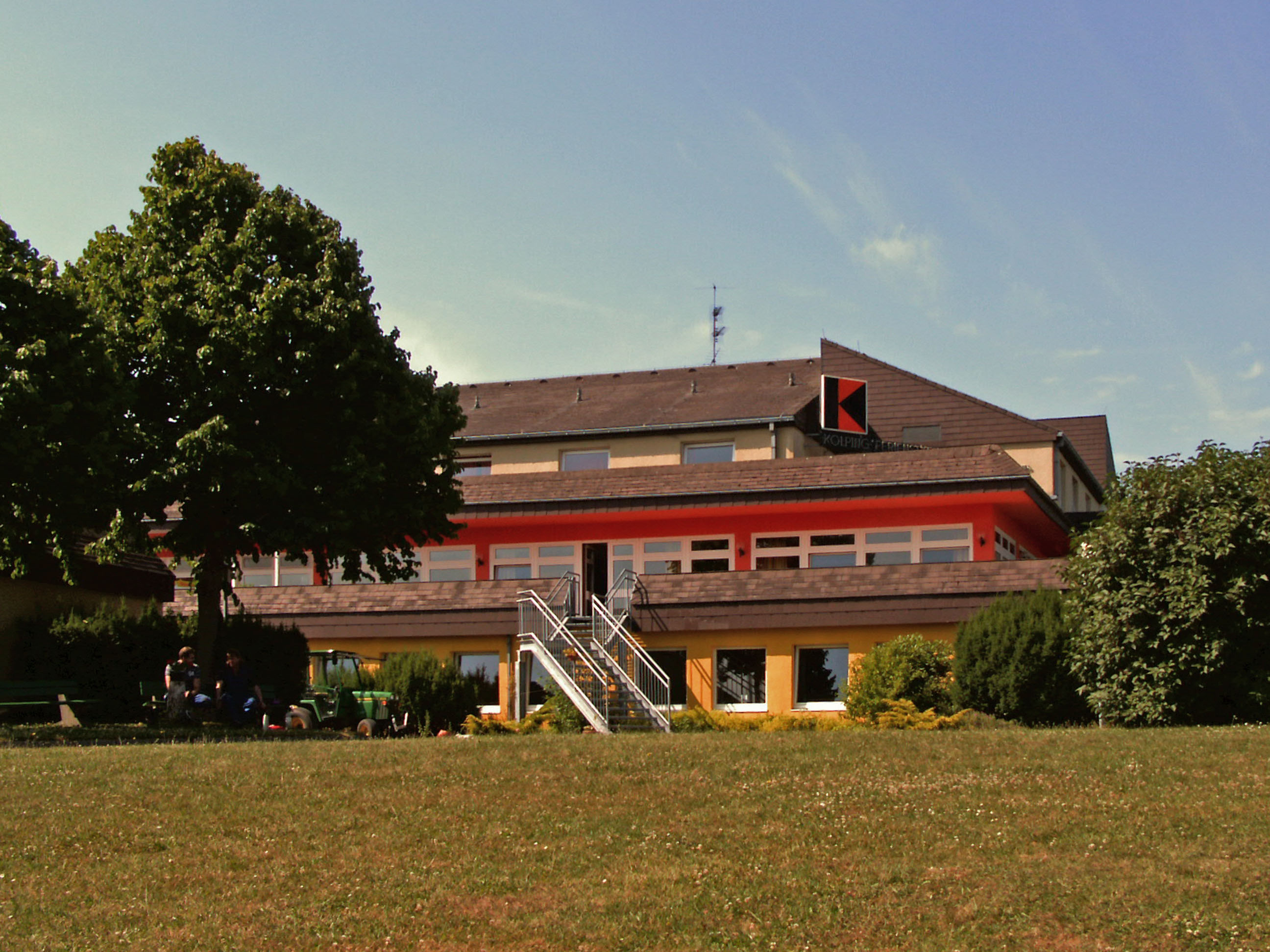
Kolping-Familienferienstätte Ferienparadies Pferdeberg bei Duderstadt

Die Kolping-Familienferienstätten sind ein Verbund von neun Ferienanlagen für Familien in Deutschland. Die Familienferienstätten und deren regionale Träger verstehen sich als Einrichtungen und Teil des Kolpingwerkes. Sie sind dem Leitbild und der Zielsetzung gemeinnütziger Familienerholung sowie dem christlichen Menschenbild des Kolpingwerks und dessen Begründer Adolph Kolping verpflichtet.
Die Zielsetzung der Ferienstätten ist die Förderung von Familien, insbesondere solchen in wirtschaftlich oder sozial problematischen Lebenslagen. Auch zur Orientierung und Lebenshilfe in persönlichen Problemphasen sollen sie den Menschen im Sinne Adolph Kolpings nützen. Dafür werden Angebote geistlicher und spiritueller Art bereitgehalten. Die Ferienanlagen sind in einem Rahmen gestaltet, der den christlicher Glauben erlebbar und erfahrbar werden lässt. Dazu dienen unter anderem die jedem Haus angegliederte Kapelle und regelmäßige Gottesdienste.
Die Ferienanlagen stehen, trotz eindeutig katholischer Prägung, allen Familien unabhängig von der Mitgliedschaft im Kolpingwerk, ihrer konfessionellen Gebundenheit oder Religionszugehörigkeit offen. In ihrem Selbstverständnis wollen sie sich dem zusammenwachsenden Europa nähern und sehen sich als Träger der kulturellen Vielfalt und als Forum für interkulturelle und interreligiöse Begegnung.
Die Familienferienstätten des Kolpingwerkes sind in der bundesweiten „Arbeitsgemeinschaft der Kolping-Familienferienstätten“ mit Sitz in Köln zusammengeschlossen.

## Sonstiges
Das Kolpingwerk ist neben seinem sozialen und missionarischen Engagement auch für den Einfluss der katholischen Kirche in der Politik von großer Bedeutung. Tausende von Abgeordneten wirken in den Parlamenten der Bundesländer sowie der Städte und Gemeinden. 38 Mitglieder des Bundestages gehören dem Kolpingwerk an.
Darüber hinaus ist das Kolpingwerk Mitglied im Netzwerk Europäische Bewegung.